# Sergio Massidda
Sergio Massidda (Ghilarza, 26 gennaio 2002) è un sollevatore italiano vincitore della medaglia d'argento ai mondiali di sollevamento pesi 2023.

## Biografia
Sergio Massidda ha conquistato con la nazionale italiana giovanile la medaglia d'oro ai campionati mondiali youth 2019 e la medaglia d'oro ai campionati europei junior/U23 nel 2021 e 2022.
A livello assoluto raggiunge la quarta posizione ai campionati mondiali 2022.
Nel 2023 conquista la medaglia d'argento nel totale ai campionati europei (oltre a oro nello slancio, argento nello strappo) seguita dall'argento nel totale ai campionati mondiali (più l'argento nello strappo).
Ai Giochi olimpici di Parigi 2024 ha fatto fuori gara, ovvero non è riuscito a portare alcuna prova valida nelle tre alzate disponibili di strappo. Il team aveva chiamato 132 kg in prima prova, nulli, per poi alzare a 134 kg in seconda prova, anch'essi nulla. Non si è presentato alle prove di slancio.

## Palmarès
- Mondiali

Riyad 2023: argento nel totale, argento nello strappo nei 61 kg.
- Europei

Erevan 2023: argento nel totale, oro nello slancio, argento nello strappo 61 kg.